# Попович, Леона
Леона Попович (хорв. Leona Popović; род. 13 ноября 1997, Риека, Хорватия) — хорватская горнолыжница, участница зимних Олимпийских игр 2018 и 2022 года. Чемпионка Хорватии в слаломе (2022, 2023) и гигантском слаломе (2023).

## Биография и спортивная карьера
Попович впервые приняла участие в гонке по эгидой FIS в январе 2014 года. В январе 2015 года дебютировала на этапе Кубка мира в слаломе, который состоялся в Загребе. Через несколько недель она одержала победу в слаломе на Европейском зимнем юношеском олимпийском фестивале в Мальбуне.
На своём первом чемпионате мира в Колорадо она заняла 27-е место в слаломе. Свои первые очки на Кубке мира Попович заработала в феврале 2017 года в комбинации на трассе в Кран-Монтана, где заняла 18-е место. Менее успешным дя неё стал чемпионат мира в Санкт-Морице. Она смогла квалифицироваться только в командном зачете, во всех остальных соревнованиях выбыла из борьбы на ранних стадиях. На чемпионате мира среди юниоров в Давосе Леона Попович заняла 7-е место в гигантском слаломе, в слаломе же она сошла с дистанции.
В 2018 году хорватка приняла участие в зимних Олимпийских играх в Южной Корее. На трассе гигантского слалома она сошла с дистанции уже в первом спуске.
В сезоне 2021-22 годов Попович стабильно набирала очки в зачётке Кубка мира. На зимних Олимпийских играх в Пекине она заняла 23-е место в слаломе.
В течение сезона Кубка мира 2022-23 годов ей удалось значительно улучшить свои результаты, восемь раз она входила в десятку лучших. 18 марта 2023 года ей удалось впервые подняться на подиум - она заняла второе место в слаломе в финале Кубка мира в Сольдеу. В ноябре 2023 года на этапе Кубка мира в Финляндии она второй раз в карьере заняла второе место в слаломе.

## Выступления на крупнейших соревнованиях

### Зимние Олимпийские игры
| Олимпийские игры | Скоростной спуск | Супергигант | Гигантский слалом | Слалом | Комбинация | Команды |
| ---------------- | ---------------- | ----------- | ----------------- | ------ | ---------- | ------- |
| 2018 Пхёнчхан    | —                | —           | DNF1              | —      | —          | —       |
| 2022 Пекин       | —                | —           | —                 | 23     | —          | —       |

### Чемпионаты мира
| Чемпионат мира         | Скоростной спуск | Супергигант | Гигантский слалом | Слалом | Комбинация | Команды | Паралл. гигантский слалом |
| ---------------------- | ---------------- | ----------- | ----------------- | ------ | ---------- | ------- | ------------------------- |
| 2015 Бивер-Крик        | 36               | 30          | 37                | 27     | DNF1       | —       | —                         |
| 2017 Санкт-Мориц       | —                | DNF         | DNF2              | DNF1   | DNF2       | —       | —                         |
| 2021 Кортина-д’Ампеццо | —                | —           | 25                | 21     | —          | —       | —                         |
| 2023 Мерибель          | —                | —           | —                 | 17     | —          | —       | —                         |